# 1391
1391 (MCCCXCI) var ett normalår som började en söndag i den julianska kalendern.

## Händelser

### Juni
- Juni - Massakern 1391 utlöser pogromer över hela Spanien.

### Oktober
- 7 oktober – Birgitta Birgersdotter, heliga Birgitta, helgonförklaras.[1]

### Okänt datum
- Hamnar under de mecklenburgaska hertigarna öppnas för Vitaliebröderna.
- Vitaliebröderna hjälper Stockholm som fortfarande behärskas av Albrekttrogna tyskar och som börjar belägras av Margareta detta år.
- Stillestånd sluts mellan Margareta och Albrekts här under året.
- Hjularöds slott i Harlösa socken i Skåne omnämns för första gången.
- Académie de Saint-Luc grundas i Paris.

## Födda
- 6 november – Edmund Mortimer, engelsk earl av Ulster och March.
- Johanna av Frankrike (hertiginna av Bretagne)

## Avlidna
- Nils Hermansson, biskop av Linköping.

### Fotnoter
1. ↑  Det hände i dag